# Championnat du Ghana de football 1976
Navigation
Saison précédente Saison suivante
La saison 1976 du Championnat du Ghana de football est la dix-huitième édition de la première division au Ghana, la Premier League. Elle regroupe, sous forme d'une poule unique, les seize meilleures équipes du pays qui se rencontrent deux fois, à domicile et à l'extérieur. En fin de saison, les deux derniers du classement sont relégués et remplacés par les deux meilleurs clubs de deuxième division.
C'est le club d'Hearts of Oak SC qui remporte le championnat cette saison après avoir terminé en tête du classement final, avec six points d'avance sur le tenant du titre, Asante Kotoko et treize sur Akotex FC. C'est le sixième titre de champion du Ghana de l'histoire du club.

## Les clubs participants
| - Hearts of Oak SC - Asante Kotoko - Dumas Boys of GTP - Promu de D2 - Great Olympics - Ghanacan FC - Fankobaa Swedru - SS-1974 - Eleven Wise | - Bofoakwa Tano FC - Sekondi Hasaacas - Cornerstones Kumasi - Brong Ahafo United - Mysterious Dwarfs - Standfast FC - Promu de D2 - All Blacks FC - Akotex FC |

## Compétition
Le barème de points servant à établir les classements se décompose ainsi :
- Victoire : 2 points
- Match nul : 1 point
- Défaite : 0 point

### Première phase
| Rang | Équipe              | Pts | J  | G  | N  | P  | Bp | Bc | Diff |
| ---- | ------------------- | --- | -- | -- | -- | -- | -- | -- | ---- |
| 1    | Hearts of Oak SC    | 49  | 30 | 22 | 5  | 3  | 65 | 28 | +37  |
| 2    | Asante Kotoko'T'C   | 43  | 30 | 17 | 9  | 4  | 47 | 21 | +26  |
| 3    | Akotex FC           | 36  | 30 | 15 | 6  | 9  | 41 | 30 | +11  |
| 4    | Dumas Boys of GTPP  | 34  | 30 | 14 | 6  | 10 | 42 | 32 | +10  |
| 5    | Great Olympics      | 33  | 30 | 13 | 7  | 10 | 35 | 26 | +9   |
| 6    | All Blacks FC       | 32  | 30 | 13 | 6  | 11 | 42 | 38 | +4   |
| 7    | Bofoakwa Tano FC    | 32  | 30 | 12 | 8  | 10 | 62 | 33 | +29  |
| 8    | Sekondi Hasaacas    | 31  | 30 | 11 | 9  | 10 | 37 | 46 | -9   |
| 9    | Eleven Wise         | 29  | 30 | 9  | 11 | 10 | 29 | 37 | -8   |
| 10   | Cornerstones Kumasi | 29  | 30 | 10 | 9  | 11 | 37 | 46 | -9   |
| 11   | Fankobaa Swedru     | 28  | 30 | 9  | 10 | 11 | 31 | 46 | -15  |
| 12   | Brong Ahafo United  | 26  | 30 | 8  | 10 | 12 | 19 | 36 | -17  |
| 13   | SS-1974             | 22  | 30 | 9  | 4  | 17 | 39 | 63 | -24  |
| 14   | Mysterious Dwarfs   | 20  | 30 | 7  | 6  | 17 | 37 | 45 | -8   |
| 15   | Ghanacan FC         | 19  | 30 | 6  | 7  | 17 | 26 | 41 | -15  |
| 16   | Standfast FCP       | 18  | 30 | 6  | 6  | 18 | 30 | 61 | -31  |

|  | Qualification pour la Coupe des clubs champions africains 1977                        |
|  | Relégation directe en deuxième division                                               |
|  | T : Tenant du titre C : Vainqueur de la Coupe du Ghana P : Promu de deuxième division |

## Bilan de la saison
| Championnat du Ghana de football 1975-1976 |                             |
| Champion                                   | Hearts of Oak SC (6e titre) |
| Coupes et trophées                         |                             |
| Vainqueur de la Coupe du Ghana 1975-1976   | Asante Kotoko               |
| Qualifications continentales               |                             |
| Coupe des clubs champions africains 1977   | Hearts of Oak SC            |
| Coupe des Coupes 1977                      | Aucun                       |
| Promotions et relégations                  |                             |
| Promus en Premier League                   | GIHOC Stars                 |
| Promus en Premier League                   | Complex Stars of FCC        |
| Relégués en Second League                  | Ghanacan FC                 |
| Relégués en Second League                  | Standfast FC                |